# Leichtenstern-Zeichen
Das Leichtenstern-Zeichen, auch Leichtenstern-Phänomen, ist ein klinisches Zeichen für eine Hirnhautentzündung (Meningitis). Es wird durch Beklopfen der Knochen an Armen und Beinen geprüft. Gekennzeichnet ist es durch ein heftiges Zusammenzucken, das von einem Aufschrei begleitet sein kann. Benannt wurde das Leichtenstern-Zeichen nach dem deutschen Internisten Otto Leichtenstern (1845–1900).